# ستيفن كريني
ستيفن كريني (بالإنجليزية: Stephen Crainey)‏ (22 يونيو 1981 بغلاسكو في المملكة المتحدة - ) هو لاعب كرة قدم بريطاني في مركز الدفاع. شارك مع منتخب اسكتلندا تحت 21 سنة لكرة القدم ومنتخب اسكتلندا لكرة القدم. أما مع النوادي، فقد لعب مع ليدز يونايتد ونادي بلاكبول ونادي ساوثهامبتون ونادي سلتيك وويغان أتلتيك وAFC Fylde ‏ وفليتوود تاون.

## وصلات خارجية
- ستيفن كريني على موقع الاتحاد الإسكتلندي (الإنجليزية)
- ستيفن كريني على موقع قاعدة بيانات كرة القدم.إي يو (الإنجليزية)
- ستيفن كريني على موقع ناشيونال فوتبول تيمز (الإنجليزية)
- ستيفن كريني على موقع Soccerbase.com (لاعب) (الإنجليزية)
- ستيفن كريني على موقع عالم كرة القدم.نت (الإنجليزية)
- ستيفن كريني على موقع AS.com (الإسبانية)